# Fémhalogén autófényszóró lámpa
Autófényszóró lámpaként nagyon sokáig kizárólag izzólámpát használtak. Kézenfekvő fejlesztési cél volt az izzólámpáknál (halogénizzóknál) gazdaságosabban üzemelő, nagyobb fényhasznosítású kisülő fényforrások alkalmazása. A probléma megoldását sok próbálkozás előzte meg, egyrészt a kisülőlámpa speciális energiatáplálási igényét kellett összhangba hozni az autóvillamossági lehetőségekkel, másrészt eleget kellett tenni a gépjárműlámpák számára előírt nemzetközi követelményeknek.
A 90-es évek közepén jelentek meg az első fémhalogén autólámpák, MPXL jelzéssel (Micro Power Xenon Light). Ebből látható, hogy a lámpában argon helyett xenon töltés van.
A pusztán xenon töltéssel működő nagynyomású ívlámpa már régóta ismeretes, mint a mozgófilmvetítő berendezések speciális fényforrása. A xenon spektruma igen kedvező, felhasználásával kiváló színvisszaadású fényforrás készíthető, ez indokolja előbb említett felhasználását. Ezen kívül a xenon előnyös tulajdonságai a viszonylag rossz hővezetőképesség, és a nemesgázok között a legkisebb ionizációs energia. Az új autólámpa konstrukcióban szerencsésen ötvöződnek a xenonlámpának és a fémhalogénlámpának a tulajdonságai.
Ma a fémhalogén autófényszóró lámpa nemzetközileg elfogadott jelölése a D, mely a "discharge" angol "kisülés" szóból ered, a mellé írt szám pedig a típusvariánst jelöli. Pl.: 2 jelenti, hogy csatlakoztatható prefókusz fejű típuscsalád, a szám után írt betűjelölés S vagy R, főfény vagy tompított fény előállítására alkalmas típusra utal.
Összehasonlítás halogén autólámpa (H1) és a D2S fontosabb adatai között
|                 | H1               | D2S              |
| --------------- | ---------------- | ---------------- |
| Teljesítmény    | 68 W max         | 35 W             |
| Fényáram        | 1550 lm          | 3200 lm          |
| Fényhasznosítás | 23 lm/W          | 91 lm/W          |
| Fénysűrűség     | 20.000.000 cd/m2 | 60.000.000 cd/m2 |
| Színhőmérséklet | 3200 K           | 4100 K           |
| Élettartam      | 500 óra          | 1500 óra         |